# George Monck
Pour les articles homonymes, voir Monk (homonymie) et Monck.
George Monck dit Monk (6 décembre 1608 – 3 janvier 1670), 1er duc d'Albemarle (Aumale), Général de la mer (amiral) (1652), est un des principaux personnages de l'État sous Oliver Cromwell, pour qui il mena la répression en Écosse, avant de changer de camp et de contribuer à la restauration du roi Charles II.
Franc-maçon, il fut membre de la loge d'Édimbourg.

## Ascendance
Deuxième fils de Sir Thomas Monck, un parlementaire anglais issu de la gentry, il naquit à Potheridge, près de Torrington, dans le Devonshire.

## Carrière militaire
Au printemps 1649, lors de la troisième guerre civile anglaise en Ulster, le manque de ressources pour se battre le força à négocier un armistice avec Owen Roe O'Neill. Le Commonwealth de l'Angleterre l'exonèra finalement de tout blâme de déloyauté.
En 1650, Cromwell lui donna le commandement d'un régiment à pied de la New Model Army. Cette confiance s'avèra justifiée par les campagnes en Écosse de Monck. Celui-ci fait partie du conseil de guerre pour la bataille de Dunbar et, en mai 1651, fut promu lieutenant-général de l'artillerie (ordnance).
En décembre 1652, sa santé l'obligea à rentrer en Angleterre, mais il se joignit à la marine et participa à la première guerre anglo-néerlandaise.
En 1652, la New Model Army destitua le gouverneur de Virginie William Berkeley, qui s'était mobilisé contre elle, puis fit le blocus de la Barbade pour y imposer des taxes et un monopole empêchant l'île d'exporter son sucre. George Monck, trouva finalement un accord avec Thomas Modyford, le plus riche planteur de l'île et son gouverneur, pour qu'il n'y ait pas de débarquement en Barbade. À partir de cette date, la carrière de Monck prit un virage : il n'était plus seulement un fidèle de Cromwell, mais un militaire puissant, qui avait déjà pactisé deux fois avec l'ennemi et préparait sa reconversion pour l'après-Cromwell.[réf. souhaitée]
En 1654, le soulèvement royaliste de Glencairn le fit rentrer en Écosse pour le réprimer. Il purgea aussi les rangs de son régiment des niveleurs, quakers, Fifth Monarchists et autres radicaux. En 1655, l'Écosse soumise, Cromwell nomma une commission pour la gouverner, où Guizot relève « la majorité que Monk eut constamment ».

## L'après-Cromwell

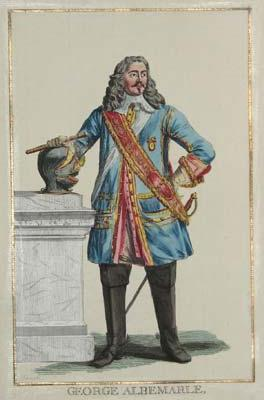
George Albemarle, General Anglois. d'Après Barlow, à Paris chez Duflos le Jeune.

En 1659, après la mort de Cromwell (3 septembre 1658), il soutint et conseilla son successeur Richard Cromwell. Dans cette période confuse, il resta cependant en retrait et silencieux à Édimbourg au commandement des forces anglaises en Écosse et ne fit rien lorsque Charles Fleetwood et John Disbrowe (en) renversèrent Richard Cromwell, non plus lorsque John Lambert rétablit le Parlement croupion. En juillet 1659, Charles II Stuart le contacta par le biais de son frère Nicolas, un clerc, qui fut chargé de lui apporter lettre du prétendant Stuart. Il renvoya son frère « à ses livres », et refusa toute proposition.
Lorsque le général Lambert rompit avec le Parlement croupion, il prit parti contre Lambert (23 octobre 1659). En novembre 1659, Lambert fut envoyé avec de fortes troupes pour aller à la rencontre de Monck. Lambert devait négocier avec lui ou le forcer à se soumettre à la volonté du Parlement. Avec le soutien de Thomas Fairfax, Monck parvint toutefois à prendre la direction du sud. L'armée de Lambert se désagrégea face aux pressions de Monck et il rentra quasiment seul à Londres, la plupart de ses soldats ayant déserté en attente de leur solde. Monck marcha donc sur Londres sans aucune opposition. Le 24 novembre, il fut nommé commandeur en chef des forces parlementaires. Il entra dans la capitale le 3 février 1660.

## Restauration anglaise
Il n'indiqua pas tout de suite ses intentions finales : il encouragea secrètement les milieux royalistes de la cité de Londres, refusa de faire le serment d'abjurer la maison des Stuart, et, tout en restant formellement aux ordres du Long Parlement, il le pressa cependant de se dissoudre, réduisant aussi les « camarillas » politiques qui s'étaient formées dans ses propres troupes au prétexte de discipline. Dès lors, il devint le seul maître de la situation, en tant que chef de l'armée.
Quoique restant théoriquement fidèle aux principes républicains, il fit admettre l'idée que le nouveau Parlement pourrait avoir un parti royaliste fort. Monck entra alors directement en communication avec Charles II, qui finit par faire la déclaration de Breda, largement inspirée des recommandations de Monck. Le nouveau Parlement se réunit le 25 avril 1660, Monck lui recommanda d'inviter le roi et le 1er mai fut votée la restauration de la monarchie, faite sans une goutte de sang. Il fut le premier à l'accueillir à son arrivée, le 25 mai, à Douvres.
Recevant diverses récompenses (adoubement, pensions, décoration, maître des chevaux de la maison du roi, pairie en tant que duc d'Albemarle, comte de Torrington, baron Monck, Pothering, Beauchamp, Teyes…), il accepta la refondation de l'armée : son régiment fut le seul de la New Model Army à être incorporé dans les troupes de Charles II d'Angleterre lors de la Restauration anglaise, sous le nom de Coldstream Guards. Lors de la charte de 1663, il fut un des huit lords propriétaires qui reçurent des terres dans les colonies américaines (Caroline) : une ville de Caroline du Sud (Moncks Corner) porte son nom.
Il servit pendant la deuxième guerre anglo-néerlandaise, en tant que commandant en chef de la flotte britannique. Officiellement premier Lord du Trésor, il cessa toutefois son activité politique jusqu'à son décès, le 3 janvier 1670. Il est enterré à Westminster.
Son fils Christopher Monck lui succèda comme 2e duc d'Albemarle en 1670.
La contribution de Monck à la restauration de la royauté inspire à Victor Hugo l'épigramme suivante, à propos du rôle de Mac Mahon dans la répression de la Commune :
Mac-Mahon, tant de fois vaincu,

Es-tu donc avide de gloire

Au point de jouer dans l’histoire

Le même rôle que Monk eut ?

## Postérité
George Monck est érigé en modèle de renversement de régime par Charles Maurras dans Si le coup de force est possible publié en 1910. Maurras l'invoque précédemment dans Mademoiselle Monk en 1902.